# Diazoalkanová 1,3-dipolární cykloadice
Diazoalkanová 1,3-dipolární cykloadice je cykloadiční reakce (1,3-dipolární cykloadice) mezi 1,3-dipolární a dipolarofilní sloučeninou. Pokud je tímto dipolarofilem alken, pak vzniká pyrazolin.
Produktem cykloadiční reakce diazomethanu a trans-diethylglutakonátem je 1-pyrazolin. Tato reakce má 100% reagioselektivitu, jelikož se dusíkový atom na konci diazoskupiny váže výhradně na α uhlík esteru. Reakce je rovněž syn adicí a konfigurace dipolarofilu je zachována. 1-pyrazolin je nestabilní a izomerizuje se na 2-pyrazolin kvůli upřednostňované konjugaci s esterovou skupinou.
Při použití fenyldiazomethanu jako reaktantu se regioselektivita obrátí a reakce se rozšíří o oxidaci pyrazolinu vzdušným kyslíkem na pyrazol.